# Il gaucho (film 1927)
Il gaucho (The Gaucho) è un film muto del 1927 diretto da F. Richard Jones, un regista veterano dei two-reels (due rulli) di Sennett. Il film fu sceneggiato, prodotto e interpretato da Douglas Fairbanks.
La protagonista femminile era Lupe Vélez al suo primo ruolo in un film (in due pellicole precedenti, aveva avuto solo un ruolo da comparsa).
Vi appare, non accreditata, Mary Pickford in un cameo, impersonando la Madonna. Fu una delle due volte in cui la Pickford – moglie di Fairbanks – appare fuggevolmente in un film del marito (l'altro è Il pirata nero). I due attori, a parte queste eccezioni, gireranno insieme solo La bisbetica domata nel 1929.
Distribuito dalla United Artists, il film uscì nelle sale il 21 novembre 1927.

## Trama
Tra le montagne del Sud America una fanciulla, dopo una rovinosa caduta, si salva e l'accaduto viene considerato un miracolo concesso dalla Vergine Maria.
Sul luogo viene eretto un santuario e lì nasce una città, la Città del Miracolo. Vi accorrono fedeli da ogni dove, ma non solo. La prosperità e la ricchezza provocano la corruzione.
Il Gaucho è un avventuriero: preso il controllo della città, ne caccia gli uomini del corrotto Ruiz. Ma Ruiz non demorde: induce al tradimento il luogotenente del Gaucho, offrendogli una grossa somma di denaro.
Il Gaucho può opporsi a Ruiz e ai suoi uomini, ma non può fare nulla quando incontra lo sguardo della Madonna del Santuario. Molti cambiamenti lo aspettano nei giorni futuri.

## Produzione
Il film fu prodotto dalla compagnia di Douglas Fairbanks, la Elton Corporation. L'attore aveva scritto anche la sceneggiatura del film, ispirato da una visita che aveva fatto a Lourdes.
Le riprese furono effettuate in California, all'Iverson Ranch di Chatsworth.

## Distribuzione
Douglas Fairbanks aveva prodotto il film per la United Artists, la casa di distribuzione che aveva contribuito a fondare nel 1919. La pellicola uscì nelle sale statunitensi dopo una prima che si tenne a New York il 21 novembre 1927. Fu uno dei grandi successi al botteghino di quell'anno: costato 500.000 dollari, il film ne ricavò 1.400.000. In Italia uscì nell'aprile del 1928.
Nel 2001, il film venne distribuito dalla Kino International – che lo aveva già proposto in VHS nel 1996 – in un DVD che comprendeva anche The Mystery of the Leaping Fish, film che Fairbanks aveva girato nel 1916 per la Triangle Film Corporation.
Un'altra edizione in DVD fu distribuita nel 2005 dall'Avenue One.

### Data di uscita
IMDB
- USA: Douglas Fairbanks as The Gaucho (titolo copyright) 21 novembre 1927 (Prima a New York)
- Finlandia: 30 gennaio 1928
- Austria: Der Gaucho 1929
- Portogallo: O Gaúcho 15 aprile 1929
- USA: 1996 (VHS)
- USA: 9 ottobre 2001 (DVD)
- Australia: 2005 (DVD)